# Liga Futsal de 2009
A Liga Futsal de 2009 é a 14.ª edição do principal torneio de futebol de salão do Brasil, à época organizado pela Confederação Brasileira de Futsal (CBFS). Nos dias atuais, corresponde oficialmente à Liga Nacional de Futsal.
Repetindo a decisão de 2006, Carlos Barbosa derrotou o Jaraguá e se tornou a primeira equipe tetracampeã da Liga Nacional. Classificada na vice-liderança da primeira fase, a Laranja Mecânica alcançou o primeiro lugar de seu grupo na segunda etapa (6 vitórias, 2 empates e 2 derrotas). Nas quartas, uma série disputada contra a Copagril acabou com dois empates e foi decidida apenas na prorrogação: 1 a 0 para a ACBF. O roteiro quase se repetiu na semifinal, mas a defesa barbosense segurou a vantagem de um gol diante do Florianópolis na partida decisiva e confirmou a vaga na final (2 a 2 na ida, 1 a 0 na volta). Sem a vantagem de decidir em casa, Carlos Barbosa encarou o Jaraguá e venceu o primeiro jogo por 4 a 2. Em Jaraguá do Sul, após um revés de 4 a 3 no tempo normal, um triunfo por 2 a 0 na prorrogação garantiu o quarto troféu nacional ao clube que viria a ser eleito o "melhor do mundo" daquela temporada.
Os semifinalistas Florianópolis e Umuarama encerraram a edição como terceiro e quarto colocados, respectivamente. Os artilheiros Falcão e Lenísio, ambos do vice-campeão Jaraguá, marcaram 32 gols cada.

## Fórmula de disputa
O regulamento dividiu o campeonato em três fases principais.

### Primeira fase
Os 19 participantes jogam entre si em turno único. Os 12 melhores colocados avançam para a etapa seguinte. Em casos de empates de pontuação, os critérios para desempate são, em ordem: maior número de vitórias, saldo de gols, mais gols marcados, menos gols sofridos, menor número de cartões vermelhos, menor número de cartões amarelos e, por fim, sorteio.

### Segunda fase
As 12 equipes classificadas da primeira fase são distribuídas entre os grupos A (1º, 4º, 6º, 8º, 10º e 12º colocados) e B (2º, 3º, 5º, 7º, 9º e 11º), onde os participantes de mesmo grupo confrontam-se em turno e returno. Classificam-se para as quartas de final os quatro melhores de cada grupo. Em casos de empate de pontuação, são considerados os critérios de desempate mencionados.

### Fase final
As oito equipes classificadas se enfrentam com ida e volta. Se houver uma vitória e um empate, a equipe com vantagem avança. Em caso de empates ou vitórias alternadas, realiza-se uma prorrogação (10 minutos) com vantagem para a equipe de melhor campanha nas fases anteriores. A semifinal segue a mesma fórmula de disputa.
A final é disputada entre os vencedores das semifinais. A equipe de melhor campanha nas fases anteriores possui mando de quadra no segundo jogo. Em caso de empate ao final do tempo regulamentar, há prorrogação. Persistindo a igualdade, vence a equipe com o melhor índice técnico no somatório das fases anteriores. Se ainda assim não houver um vencedor, aplicam-se os critérios técnicos das fases classificatórias.

## Participantes
| Equipe         | Parceria(s) | Cidade                  | Estado | Em 2008          | Títulos (último) |
| -------------- | ----------- | ----------------------- | ------ | ---------------- | ---------------- |
| Álvares        | (nenhuma)   | Vitória                 | ES     | 13.º             | 0 (não possui)   |
| Atlântico      | (nenhuma)   | Erechim                 | RS     | 12.º             | 0 (não possui)   |
| Carlos Barbosa | (nenhuma)   | Carlos Barbosa          | RS     | 4.º              | 3 (2006)         |
| Cascavel       | Muffatão    | Cascavel                | PR     | (não participou) | 0 (não possui)   |
| Copagril       | Dalponte    | Marechal Cândido Rondon | PR     | (não participou) | 0 (não possui)   |
| Corinthians    | São Caetano | São Paulo               | SP     | 15.º             | 0 (não possui)   |
| Farroupilha    | Caxias      | Farroupilha             | RS     | 3.º              | 0 (não possui)   |
| Florianópolis  | (nenhuma)   | Florianópolis           | SC     | (não participou) | 0 (não possui)   |
| Garça          | RCG         | Garça                   | SP     | 6.º              | 0 (não possui)   |
| Intelli        | (nenhuma)   | Orlândia                | SP     | 8.º              | 0 (não possui)   |
| Jaraguá        | Malwee      | Jaraguá do Sul          | SC     | 1.º              | 3 (2008)         |
| Joinville      | Krona       | Joinville               | SC     | 11.º             | 0 (não possui)   |
| Minas          | V&M         | Belo Horizonte          | MG     | 10.º             | 0 (não possui)   |
| Petrópolis     | Poker       | Petrópolis              | RJ     | 9.º              | 0 (não possui)   |
| Praia          | (nenhuma)   | Uberlândia              | MG     | 18.º             | 0 (não possui)   |
| São Paulo      | Suzano      | São Paulo               | SP     | (não participou) | 0 (não possui)   |
| Umuarama       | Zaeli       | Umuarama                | PR     | 16.º             | 0 (não possui)   |
| Unisul         | Penalty     | Tubarão                 | SC     | 5.º              | 0 (não possui)   |
| Vasco da Gama  | (nenhuma)   | Rio de Janeiro          | RJ     | 20.º             | 1 (2000)         |

## Primeira fase
| Pos | Equipe         | Pts | J  | V  | E | D  | GP | GC | SG  | %  | Classificação                     |
| --- | -------------- | --- | -- | -- | - | -- | -- | -- | --- | -- | --------------------------------- |
| 1   | Joinville      | 40  | 18 | 12 | 4 | 2  | 61 | 35 | +26 | 75 | Classificados para a segunda fase |
| 2   | Carlos Barbosa | 38  | 18 | 11 | 5 | 2  | 67 | 45 | +22 | 71 | Classificados para a segunda fase |
| 3   | Atlântico      | 36  | 18 | 10 | 6 | 2  | 69 | 42 | +27 | 67 | Classificados para a segunda fase |
| 4   | Jaraguá        | 35  | 18 | 11 | 2 | 5  | 78 | 40 | +38 | 65 | Classificados para a segunda fase |
| 5   | Minas          | 32  | 18 | 10 | 2 | 6  | 66 | 44 | +22 | 60 | Classificados para a segunda fase |
| 6   | Copagril       | 31  | 18 | 9  | 4 | 5  | 38 | 27 | +11 | 58 | Classificados para a segunda fase |
| 7   | Florianópolis  | 31  | 18 | 9  | 4 | 5  | 51 | 41 | +10 | 58 | Classificados para a segunda fase |
| 8   | Farroupilha    | 29  | 18 | 8  | 5 | 5  | 55 | 48 | +7  | 54 | Classificados para a segunda fase |
| 9   | Garça          | 29  | 18 | 8  | 5 | 5  | 47 | 52 | -5  | 54 | Classificados para a segunda fase |
| 10  | Petrópolis     | 28  | 18 | 8  | 4 | 6  | 47 | 43 | +4  | 52 | Classificados para a segunda fase |
| 11  | Intelli        | 27  | 18 | 7  | 6 | 5  | 46 | 46 | 0   | 50 | Classificados para a segunda fase |
| 12  | Umuarama       | 26  | 18 | 8  | 2 | 8  | 52 | 43 | +9  | 49 | Classificados para a segunda fase |
| 13  | Cascavel       | 25  | 18 | 7  | 4 | 7  | 49 | 57 | -8  | 47 | Eliminados na primeira fase       |
| 14  | Corinthians    | 22  | 18 | 6  | 4 | 8  | 59 | 53 | +6  | 41 | Eliminados na primeira fase       |
| 15  | Praia          | 21  | 18 | 6  | 3 | 9  | 55 | 63 | -8  | 39 | Eliminados na primeira fase       |
| 16  | Unisul         | 17  | 18 | 5  | 2 | 11 | 51 | 56 | -5  | 32 | Eliminados na primeira fase       |
| 17  | São Paulo      | 6   | 18 | 1  | 3 | 14 | 25 | 68 | -43 | 12 | Eliminados na primeira fase       |
| 18  | Vasco da Gama  | 3   | 18 | 0  | 3 | 15 | 23 | 80 | -57 | 6  | Eliminados na primeira fase       |
| 19  | Álvares        | 2   | 18 | 0  | 2 | 16 | 31 | 87 | -56 | 4  | Eliminados na primeira fase       |

### Resultados
Na horizontal, os resultados como mandante. Na vertical, os resultados como visitante.
|                | ALV | ATL | CBA | CAS | COP | COR | FAR | FLO | GAR | INT | JAR | JOI | MIN | PET | PRA | SAO | UMU | UNI | VAS  |
| Álvares        | —   | 3-8 |     |     | 2-6 |     |     | 1-5 | 2-4 | 1-5 |     |     |     |     |     | 3-3 | 0-2 | 3-4 | 4-4  |
| Atlântico      |     | —   | 3-1 | 4-0 | 1-1 |     |     | 4-0 |     |     |     | 3-4 | 2-1 |     | 7-3 | 6-2 |     | 5-3 |      |
| Carlos Barbosa | 3-0 |     | —   | 7-3 |     | 4-1 | 5-4 |     |     |     |     | 2-2 | 6-5 | 5-3 | 4-3 |     | 3-2 |     |      |
| Cascavel       | 2-1 |     |     | —   |     | 3-3 | 2-3 |     |     | 5-3 | 2-6 | 2-4 |     | 4-2 | 2-2 | 3-1 |     |     |      |
| Copagril       |     |     | 3-3 | 3-3 | —   | 2-1 | 1-1 |     |     |     |     |     | 1-2 | 1-2 | 3-0 | 1-0 |     | 2-0 |      |
| Corinthians    | 6-2 | 6-0 |     |     |     | —   | 4-1 | 3-3 | 2-5 | 5-1 | 3-6 |     |     |     |     |     | 3-3 |     | 6-2  |
| Farroupilha    | 5-3 | 4-4 |     |     |     |     | —   | 1-1 | 1-3 | 4-4 | 4-2 |     |     |     | 5-3 |     | 2-3 |     | 4-1  |
| Florianópolis  |     |     | 4-2 | 2-2 | 1-2 |     |     | —   |     |     |     | 4-2 | 3-2 | 2-7 |     | 4-0 |     | 6-1 | 5-2  |
| Garça          |     | 3-3 | 3-3 | 2-5 | 1-2 |     |     | 1-1 | —   |     |     |     | 5-4 |     |     | 3-2 |     | 2-1 | 3-1  |
| Intelli        |     | 3-3 | 2-2 |     | 0-3 |     |     | 3-1 | 3-3 | —   | 1-6 |     |     |     |     |     | 4-3 | 5-2 | 1-1  |
| Jaraguá        | 9-0 | 2-2 | 3-5 |     | 4-1 |     |     | 1-2 | 6-0 |     | —   |     |     |     |     | 5-1 | 4-2 |     | 10-1 |
| Joinville      | 6-0 |     |     |     | 2-0 | 3-3 | 3-1 |     | 4-3 | 2-3 | 3-2 | —   |     | 4-3 |     |     | 3-2 |     |      |
| Minas          | 7-1 |     |     | 7-3 |     | 6-4 | 1-2 |     |     | 2-1 | 2-3 | 1-1 | —   | 1-1 | 8-4 |     |     |     |      |
| Petrópolis     | 2-1 | 5-5 |     |     |     | 2-1 | 2-5 |     | 0-0 | 1-3 | 2-2 |     |     | —   |     |     | 4-1 |     | 4-0  |
| Praia          | 6-4 |     |     |     |     | 4-3 |     | 3-4 | 4-5 | 2-2 | 3-5 | 3-3 |     | 1-2 | —   |     | 4-3 |     |      |
| São Paulo      |     |     | 1-5 |     |     | 0-4 | 3-3 |     |     | 0-2 |     | 0-6 | 0-3 | 4-5 | 1-4 | —   |     | 3-2 |      |
| Umuarama       |     | 1-3 |     | 2-1 | 3-2 |     |     | 3-2 | 8-1 |     |     |     | 1-3 |     |     | 5-0 | —   | 3-3 | 5-1  |
| Unisul         |     |     | 3-3 | 3-4 |     | 6-1 | 3-5 |     |     |     | 6-2 | 3-5 | 2-3 | 3-0 | 2-4 |     |     | —   |      |
| Vasco da Gama  |     | 0-6 | 0-4 | 2-3 | 0-3 |     |     |     |     |     |     | 0-4 | 4-8 |     | 0-2 | 4-4 |     | 0-4 | —    |

## Segunda fase

### Grupo A
| Pos | Equipe      | Pts | J  | V | E | D | GP | GC | SG  | %  | Classificação                   |
| --- | ----------- | --- | -- | - | - | - | -- | -- | --- | -- | ------------------------------- |
| 1   | Jaraguá     | 22  | 10 | 7 | 1 | 2 | 33 | 21 | +12 | 74 | Classificados para a fase final |
| 2   | Joinville   | 19  | 10 | 6 | 1 | 3 | 37 | 31 | +6  | 64 | Classificados para a fase final |
| 3   | Umuarama    | 17  | 10 | 5 | 2 | 3 | 34 | 32 | +2  | 57 | Classificados para a fase final |
| 4   | Copagril    | 15  | 10 | 4 | 3 | 3 | 24 | 18 | +6  | 50 | Classificados para a fase final |
| 5   | Farroupilha | 10  | 10 | 3 | 1 | 6 | 29 | 36 | -7  | 34 | Eliminados na segunda fase      |
| 6   | Petrópolis  | 2   | 10 | 0 | 2 | 8 | 11 | 30 | -19 | 7  | Eliminados na segunda fase      |

#### Resultados
Na horizontal, os resultados como mandante. Na vertical, os resultados como visitante.
|             | COP | FAR | JAR | JOI | PET | UMU |
| ----------- | --- | --- | --- | --- | --- | --- |
| Copagril    | —   | 3-2 | 2-4 | 1-1 | 3-0 | 7-1 |
| Farroupilha | 0-1 | —   | 2-2 | 7-5 | 5-2 | 3-4 |
| Jaraguá     | 4-2 | 4-1 | —   | 3-5 | 2-0 | 6-2 |
| Joinville   | 3-2 | 4-3 | 4-5 | —   | 4-1 | 4-2 |
| Petrópolis  | 1-1 | 2-4 | 0-3 | 1-3 | —   | 3-3 |
| Umuarama    | 2-2 | 9-2 | 3-0 | 6-4 | 2-1 | —   |

### Grupo B
| Pos | Equipe         | Pts | J  | V | E | D | GP | GC | SG | %  | Classificação                   |
| --- | -------------- | --- | -- | - | - | - | -- | -- | -- | -- | ------------------------------- |
| 1   | Carlos Barbosa | 20  | 10 | 6 | 2 | 2 | 25 | 17 | +8 | 67 | Classificados para a fase final |
| 2   | Atlântico      | 16  | 10 | 4 | 4 | 2 | 24 | 23 | +1 | 54 | Classificados para a fase final |
| 3   | Florianópolis  | 13  | 10 | 3 | 4 | 3 | 23 | 24 | -1 | 44 | Classificados para a fase final |
| 4   | Minas          | 11  | 10 | 2 | 5 | 3 | 24 | 24 | 0  | 37 | Classificados para a fase final |
| 5   | Garça          | 10  | 10 | 2 | 4 | 4 | 24 | 27 | -3 | 34 | Eliminados na segunda fase      |
| 6   | Intelli        | 9   | 10 | 2 | 3 | 5 | 24 | 29 | -5 | 30 | Eliminados na segunda fase      |

#### Resultados
Na horizontal, os resultados como mandante. Na vertical, os resultados como visitante.
|                | ATL | CBA | FLO | GAR | INT | MIN |
| -------------- | --- | --- | --- | --- | --- | --- |
| Atlântico      | —   | 1-2 | 2-1 | 4-3 | 3-1 | 2-2 |
| Carlos Barbosa | 2-2 | —   | 4-2 | 1-1 | 4-1 | 4-1 |
| Florianópolis  | 3-3 | 1-3 | —   | 2-1 | 6-4 | 3-2 |
| Garça          | 4-1 | 2-1 | 3-3 | —   | 1-2 | 4-4 |
| Intelli        | 3-4 | 2-3 | 1-1 | 4-4 | —   | 4-1 |
| Minas          | 2-2 | 4-1 | 1-1 | 5-1 | 2-2 | —   |

## Fase final
|  | Quartas de final | Quartas de final | Quartas de final |       |                | Semifinais | Semifinais | Semifinais |  |         | Final | Final | Final |
|  |                  |                  |                  |       |                |            |            |            |  |         |       |       |       |
|  | Jaraguá          | 2                | 6                |       |                |            |            |            |  |         |       |       |       |
|  | Minas            | 1                | 6                |       |                |            |            |            |  |         |       |       |       |
|  | Minas            | 1                | 6                |       | Jaraguá        | 3          | 4 (1)      |            |  |         |       |       |       |
|  |                  |                  |                  |       | Jaraguá        | 3          | 4 (1)      |            |  |         |       |       |       |
|  |                  | Umuarama         | 5                | 1 (0) |                |            |            |            |  |         |       |       |       |
|  | Atlântico        | Umuarama         | 5                | 1 (0) | 3              | 3          |            |            |  |         |       |       |       |
|  | Atlântico        |                  |                  |       | 3              | 3          |            |            |  |         |       |       |       |
|  | Umuarama         | 4                | 3                |       |                |            |            |            |  |         |       |       |       |
|  | Umuarama         | 4                | 3                |       |                |            |            |            |  | Jaraguá | 2     | 4 (0) |       |
|  |                  |                  |                  |       |                |            |            |            |  | Jaraguá | 2     | 4 (0) |       |
|  |                  | Carlos Barbosa   | 4                | 3 (2) |                |            |            |            |  |         |       |       |       |
|  | Joinville        | Carlos Barbosa   | 4                | 3 (2) | 7              | 2 (0)      |            |            |  |         |       |       |       |
|  | Joinville        |                  |                  |       | 7              | 2 (0)      |            |            |  |         |       |       |       |
|  | Florianópolis    | 4                | 3 (1)            |       |                |            |            |            |  |         |       |       |       |
|  | Florianópolis    | 4                | 3 (1)            |       | Carlos Barbosa | 2          | 1          |            |  |         |       |       |       |
|  |                  |                  |                  |       | Carlos Barbosa | 2          | 1          |            |  |         |       |       |       |
|  |                  | Florianópolis    | 2                | 0     |                |            |            |            |  |         |       |       |       |
|  | Carlos Barbosa   | Florianópolis    | 2                | 0     | 2              | 1 (1)      |            |            |  |         |       |       |       |
|  | Carlos Barbosa   |                  |                  |       | 2              | 1 (1)      |            |            |  |         |       |       |       |
|  | Copagril         | 2                | 1 (0)            |       |                |            |            |            |  |         |       |       |       |
|  | Copagril         | 2                | 1 (0)            |       |                |            |            |            |  |         |       |       |       |

### Final
| 30 de outubro | Carlos Barbosa                                            | 4 – 2 | Jaraguá                  | Sérgio Luiz Guerra, Carlos Barbosa |
|               | Leandrinho 02:46 · Rodrigo 23:09 · Sinoê 34:04 · Jé 37:25 |       | 08:17 Leco · 15:18 Chico |                                    |

| 2 de novembro | Jaraguá                                                     | (0) 4 – 3 (2) | Carlos Barbosa                                                    | Arena Jaraguá, Jaraguá do Sul |
|               | Lenísio 05:36 · Leco 18:25 · Cabreúva 19:10 · Lenísio 39:17 |               | 09:13 Jé · 20:00 Sinoê · 35:32 Jé · 48:15 Sinoê · 49:50 Lavoisier |                               |

## Premiação
| Liga Futsal de 2009                 |
| ----------------------------------- |
|                                     |
| Carlos Barbosa Campeão (4.º título) |

### Seleção do campeonato
| Pos.    | Vencedor       | Equipe         |
| ------- | -------------- | -------------- |
| Goleiro | Lavoisier      | Carlos Barbosa |
| Fixo    | Júlio          | Umuarama       |
| Alas    | Diece          | Minas          |
| Alas    | Falcão         | Jaraguá        |
| Pivô    | Lenísio        | Jaraguá        |
| Técnico | Paulo Mussalém | Carlos Barbosa |

### Prêmios individuais
| Prêmio         | Vencedor | Vencedor | Equipe  |
| -------------- | -------- | -------- | ------- |
| Melhor jogador | Falcão   | Falcão   | Jaraguá |
| Revelação      | Diece    | Diece    | Minas   |
| Artilheiros    | Falcão   | 32 gols  | Jaraguá |
| Artilheiros    | Lenísio  | 32 gols  | Jaraguá |

## Classificação geral
| Pos | Equipe         | Pts | J  | V  | E  | D  | GP  | GC | SG  | %  | Classificação                   |
| --- | -------------- | --- | -- | -- | -- | -- | --- | -- | --- | -- | ------------------------------- |
| 1   | Carlos Barbosa | 67  | 34 | 19 | 10 | 5  | 108 | 73 | +35 | 66 | Campeão                         |
| 2   | Jaraguá        | 67  | 34 | 21 | 4  | 9  | 133 | 83 | +50 | 66 | Vice-campeão                    |
| 3   | Florianópolis  | 48  | 32 | 13 | 9  | 10 | 84  | 77 | +7  | 50 | Eliminados nas semifinais       |
| 4   | Umuarama       | 50  | 32 | 15 | 5  | 12 | 99  | 89 | +10 | 53 | Eliminados nas semifinais       |
| 5   | Joinville      | 62  | 30 | 19 | 5  | 6  | 107 | 74 | +33 | 69 | Eliminados nas quartas de final |
| 6   | Atlântico      | 53  | 30 | 14 | 11 | 5  | 99  | 72 | +27 | 59 | Eliminados nas quartas de final |
| 7   | Copagril       | 48  | 30 | 13 | 9  | 8  | 65  | 49 | +16 | 54 | Eliminados nas quartas de final |
| 8   | Minas          | 44  | 30 | 12 | 8  | 10 | 77  | 76 | +1  | 49 | Eliminados nas quartas de final |
| 9   | Farroupilha    | 39  | 28 | 11 | 6  | 11 | 84  | 84 | 0   | 47 | Eliminados na segunda fase      |
| 10  | Garça          | 39  | 28 | 10 | 9  | 9  | 71  | 79 | -8  | 47 | Eliminados na segunda fase      |
| 11  | Intelli        | 36  | 28 | 9  | 9  | 10 | 70  | 75 | -5  | 43 | Eliminados na segunda fase      |
| 12  | Petrópolis     | 30  | 28 | 8  | 6  | 14 | 58  | 73 | -15 | 36 | Eliminados na segunda fase      |
| 13  | Cascavel       | 25  | 18 | 7  | 4  | 7  | 49  | 57 | -8  | 47 | Eliminados na primeira fase     |
| 14  | Corinthians    | 22  | 18 | 6  | 4  | 8  | 59  | 53 | 6   | 41 | Eliminados na primeira fase     |
| 15  | Praia          | 21  | 18 | 6  | 3  | 9  | 55  | 63 | -8  | 39 | Eliminados na primeira fase     |
| 16  | Unisul         | 17  | 18 | 5  | 2  | 11 | 51  | 56 | -5  | 32 | Eliminados na primeira fase     |
| 17  | São Paulo      | 6   | 18 | 1  | 3  | 14 | 25  | 68 | -43 | 12 | Eliminados na primeira fase     |
| 18  | Vasco da Gama  | 3   | 18 | 0  | 3  | 15 | 23  | 80 | -57 | 6  | Eliminados na primeira fase     |
| 19  | Álvares        | 2   | 18 | 0  | 2  | 16 | 31  | 87 | -56 | 4  | Eliminados na primeira fase     |